# Base navale de Kings Bay
La base navale de Kings Bay est une base de la marine américaine située près de la ville de Saint-Marys dans le comté de Camden au sud-est de la Géorgie, et non loin de Jacksonville, en Floride. La base sous-marine est le port d'attache pour l'United States Fleet Forces Command sur la Côte Est de la flotte de sous-marin nucléaire lanceur d'engins. Cette base sous-marine couvre, en 2013, environ 6 400 hectares de terres, dont 1 600 hectares des zones humides protégées et emploie plus de 9 000 personnes.

## Histoire

### Histoire du site
Des recherches archéologiques ont révélé une présence indienne précolombienne dans la région, datant de plusieurs milliers d'années. Au début du XIXe siècle, une grande partie de ce qui est maintenant la base sous-marine était le site de plusieurs plantations, notamment de Cherry Point, Harmony Hall, New Canaan, Marianna et Kings Bay. On retrouve notamment, les plantations d'un certain Thomas King (plantation de Kings Bay) et d'un certain John Houston McIntosh (plantation de New Canaan) où on faisait pousser du coton et de la canne à sucre.

### Première utilisation militaire
L'armée de terre des États-Unis commence à acquérir des terres (7 000 hectares - 28,33 km2) à Kings Bay en 1954 pour y construire un terminal maritime militaire afin d'envoyer des munitions en cas d'urgence nationale. La construction débute activement en 1956 et s'achève en 1958. Parmi les travaux effectués, un canal de 60 mètres de large est dragué et comprend deux bassins de retournement, un terminal de 610 m de long et de 27 m de large comprenant trois voies ferrées parallèles afin de permettre le chargement simultané de plusieurs navires. En tout, c'est près de 76 km de voies ferrées qui sont construits par l'armée sur l'ensemble de la base. Comme il n'y a aucun besoin opérationnel immédiat, le site est placé en état d'inactivité et un contrat est signé avec la Blue Star Shipping Company pour l'utilisation des quais en 1959.
Avant sa récupération par l'US Navy, la base est utilisée à deux reprises pour d'autres missions. En 1964, lors de l'ouragan Dora, près d'une centaine de résidents de la région sont hébergées dans la base. En outre, pendant la crise des missiles de Cuba, un bataillon de transport avec 1100 soldats et 70 petits bateaux armés prennent position dans la base de Kings Bay en octobre 1962.

### US Navy

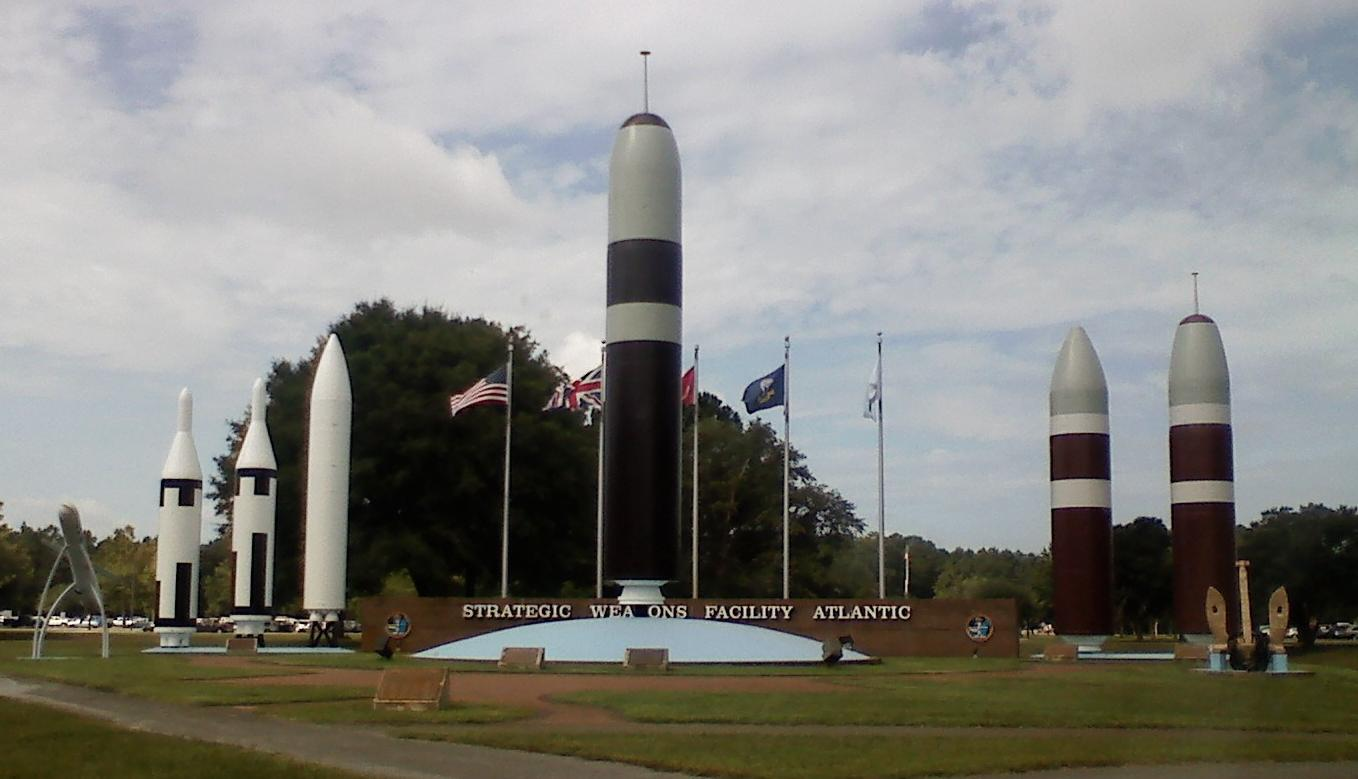
De gauche à droite, des missiles Tomahawk, Polaris, Poseidon et Trident exposés sur le site de la base.

C'est à partir de 1975 que l'United States Navy commence à s'intéresser au site de Kings Bay. En effet, à cette époque, des négociations entre l'Espagne et les États-Unis sont en cours sur le retrait potentiel de l'escadre de sous-marins lanceurs de missiles balistiques Submarine Squadron 16, de sa base opérationnelle de Rota, en Espagne, sur la cote Méditerranéenne. Dans cette optique, le Chef des opérations navales commande une série d'études visant à sélectionner un nouveau site de carénage sur la côte Est. En janvier 1976, les négociateurs s'accorde sur un projet de traité final entre l'Espagne et les États-Unis. Il prévoit le retrait de l'escadron de sous-marin de Rota en juillet 1979. Le Sénat des États-Unis ratifie le traité en juin 1976.
Sur une soixantaine de sites envisagés le long des côtes de l'Atlantique et du Golfe du Mexique, une première sélection de cinq sites est établi à l'été 1976 : la baie de Narragansett dans le Rhode Island ; la base navale de Cheatham Annex en Virginie ; Charleston (Caroline du Sud) ; Kings Bay en Géorgie, et Mosquito Lagoon en Floride. Une étude approfondie sur les coûts, la disponibilité des terrains, les considérations opérationnelles et logistiques, l'impact environnemental et le potentiel de croissance pour les besoins futurs conclut à préférer Kings Bay en novembre 1976, peu après l'élection du géorgien Jimmy Carter en tant que président.
Peu de temps après, les premiers employés et soldats de l'US Navy arrivent dans la région de Kings Bay et commencent les préparatifs pour le transfert du site de l'armée de terre des États-Unis vers l’US Navy. L'US Navy finance un programme de construction sur quatre ans à hauteur de 125 millions de dollars et fourni les installations opérationnelles, les installations logistiques et industrielles ainsi que les logements pour les familles. Officiellement, la Base navale de Kings Bay est mise en service le 1er juillet 1978. Elle occupe non seulement l'ancien terrain du terminal de l'armée mais plusieurs milliers d'hectares supplémentaires. Les travaux se poursuivent pendant le reste des années 1978 et 1979. Un premier bâtiment, le ravitailleur de sous-marins USS Simon Lake (AS-33) (en), arrive à Kings Bay le 2 juillet 1979. Quatre jours plus tard, l'USS James Monroe (SSBN-622) (en) de classe Lafayette entre Kings Bay et s'amarre à côté de l'USS Simon Lake pour être caréné avant de repartir en patrouille de dissuasion nucléaire. Depuis lors, la base de Kings Bay est l'une des deux bases américaines avec la base navale de Kitsap accueillant les SNLE de l’arsenal nucléaire des États-Unis et un élément vital de la dissuasion nucléaire américaine.

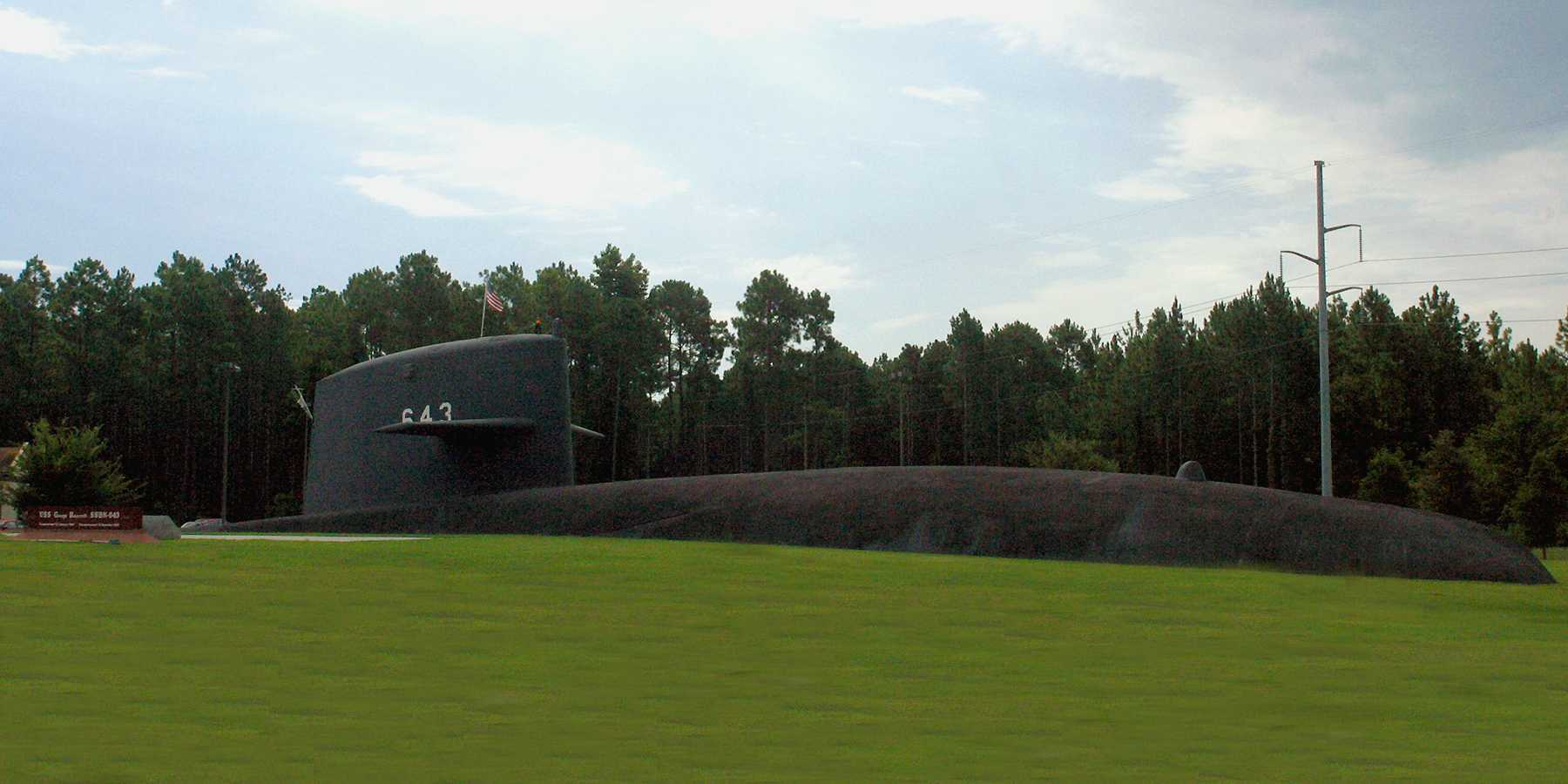
USS George Bancroft (SSBN-643).

En mai 1979, la marine américaine présélectionne Kings Bay pour accueillir les futurs sous-marins SNLE de Classe Ohio. Le 23 octobre 1980, après un an d'étude et avec l'approbation du Congrès des États-Unis, le secrétaire à la Marine, Edward Hidalgo (en) annonce que Kings Bay sera leur port d'attache sur la côte Est. La décision de baser les sous-marins de classe Ohio à Kings Bay entraine le plus grand programme de construction jamais entrepris par l'US Navy en temps de paix. Le programme a coûté environ 1,3 milliard de dollars et pris 9 ans. Le projet de construction comprend l'installation sur le site de trois grands commandements : le Trident Training Facility (TTF), le Trident Refit Facility (TRF), et le Strategic Weapons Facility, Atlantic (SWFLANT). Il comprend aussi la construction d'installations destinées à l'entretien et à la réparation d'une escadrille de sous-marins Ohio, ainsi que la formation de leurs équipages, le stockage et l'installation des armements nucléaires. La Naval Submarine Support Base Kings Bay est rebaptisé Naval Submarine Base en avril 1982. L'énorme effort de construction et d'organisation a permis à la Base navale de Kings Bay d'atteindre son nouvel objectif fin mars 1990, lorsque l'USS Tennessee fait sa première patrouille de dissuasion avec à son bord le missile Trident II (D-5). Ce premier sous-marin lanceur de missiles Trident arrive à Kings Bay le 15 janvier 1989. Il est suivi par l'USS Pennsylvania plus tard cette année-là puis par l'USS West Virginia en octobre 1990, l'USS Kentucky en juillet 1991, l'USS Maryland en juin 1992, l'USS Alaska en juillet 1993, l'USS Rhode Island en juillet 1994, l'USS Maine en août 1995 et l'USS Wyoming en juillet 1996. La mise en service de l'USS Louisiana en septembre 1997, avec Kings Bay comme port d'attache, fait de la base à ce moment-là la plus grande base américaine de SNLE avec dix sous-marins de classe Ohio.
La fin de la guerre froide et la réorganisation de la Marine et des forces stratégiques pendant les années 1990 ont un effet significatif sur la base sous-marine de Kings Bay. Une révision de la politique des armes nucléaires demande à l'US Navy de réduire le nombre de ses sous-marins lanceurs de missiles nucléaires Trident de 18 à 14 d'ici 2005. La décision est prise de mettre temporairement hors service quatre anciens sous-marins de classe Ohio lanceur de missiles Trident, afin de les transformer en sous-marin nucléaire lanceur de missiles de croisière (Code OTAN : SSGN) avec une capacité d'emport de 154 missiles de croisière Tomahawk et la possibilité d'accueillir des logements pour un nombre important de Navy SEAL ou de Marines. En outre, plusieurs sous-marins porteurs du missile Trident sont transférés de la flotte de l'Atlantique à la Flotte du Pacifique. L'USS Pennsylvania quitte la base le 4 août 2003 et l'USS Kentucky le suit le 24 août 2003 à destination de la base navale de Kitsap à Bangor dans l'État de Washington, dans le cadre d'un rééquilibrage entre la côte Est et la côte Ouest. En outre, l'USS Louisiana et l'USS Maine sont par la suite aussi transférés à la flotte du Pacifique. L'USS Florida et l'USS Georgia, après leurs conversions en sous-marin lanceur de missiles  de croisière Tomahawk sont affectés à Kings Bay.

### Royal Navy
Les missiles Trident II de l'arsenal nucléaire du Royaume-Uni sont loués aux États-Unis et les sous-marins de la Royal Navy doivent régulièrement se rendre à la base navale de Kings Bay pour leur maintenance et le remplacement de leurs missiles par d'autres.

## Les installations

### Cale sèche

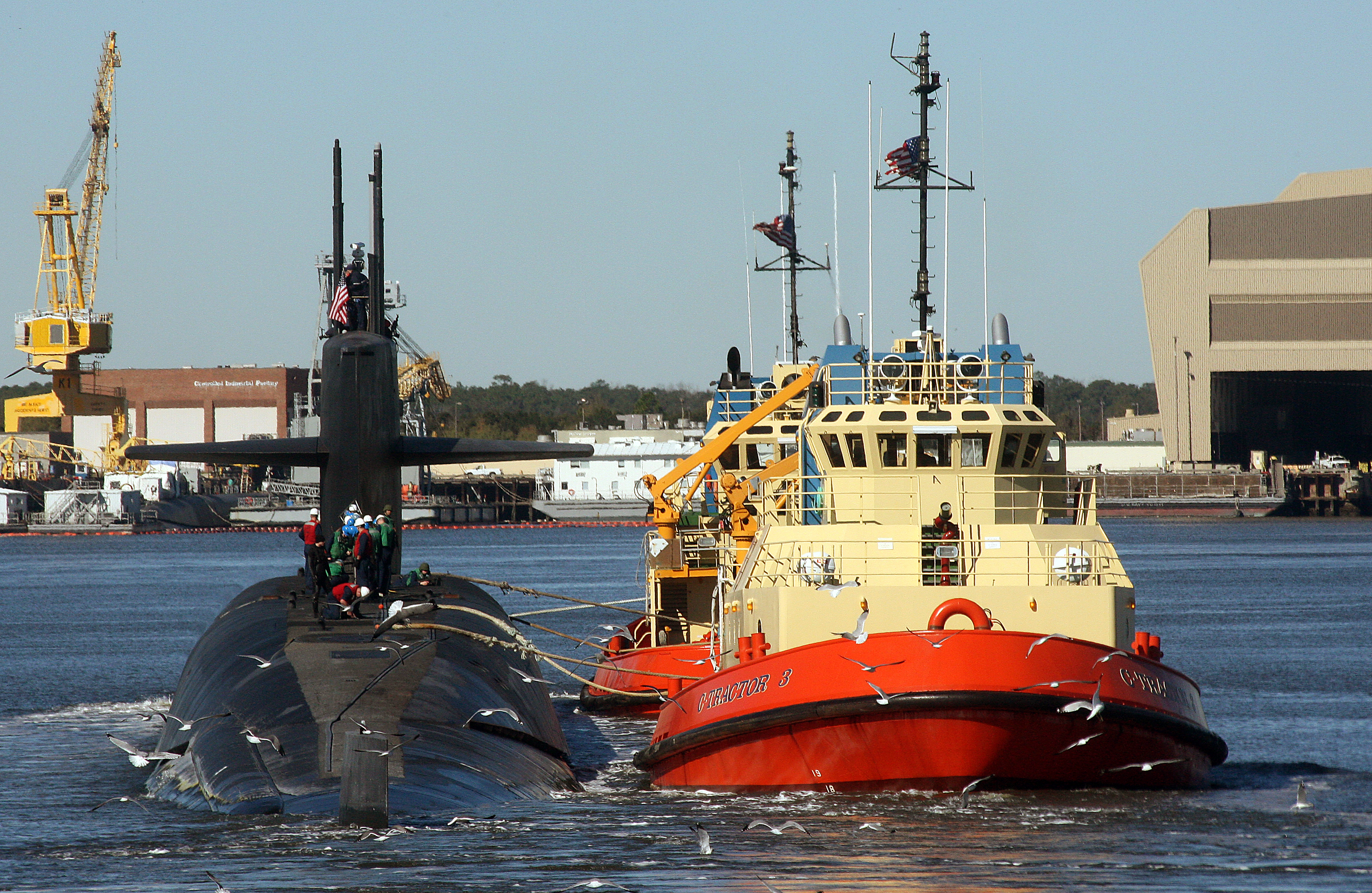
Le SNLE USS Rhode Island (SSBN 740) escorté par des remorqueurs à son poste d’amarrage.

La base navale de Kings Bay possède la plus grande cale sèche couverte d'Amérique du Nord. Elle mesure 212 mètres de long, 30 mètres de large et 20 mètres de profondeur. Sa capacité est de 8,3 millions litres d'eau. Elle dispose de trois pompes avec une capacité de 270 000 litres d'eau par minute pour inonder ou drainer la cale sèche. soit un remplissage en 30 minutes environ.

### Magnetic Silencing Facility
L'installation Magnetic Silencing Facility (MSF) permet la démagnétisation des sous-marins de l'US Navy ainsi que des coques en acier des navires de surface. La MSF est la seule installation du genre sur la côte Est. Elle est également utilisée pour la recherche et développement de futurs systèmes magnétiques.

### Quais
Il y a trois quais de réparation au sud de la cale sèche couverte. Chacun a une longueur de 213 m et une profondeur de 12,8 m. Au sud, une jetée en forme de T accueille les remorqueurs de la base. La base possède aussi deux quais couverts permettant la manipulation d’explosifs et de missiles.

### Trident Training Facility
Le centre de formation Trident Training Facility (TTF) permet une formation technique afin d’exploiter et d’entretenir les sous-marins. Les 48 000 m2 d’installation comprennent des salles de classe, des bureaux et des simulateurs. Les autres installations de la base comprennent des logements pour les militaires et leurs familles, un commissariat, un centre de services aux familles, une bibliothèque, un centre de garde d'enfants, un centre de loisirs et un centre de santé.

## Commandements navals à Kings Bay

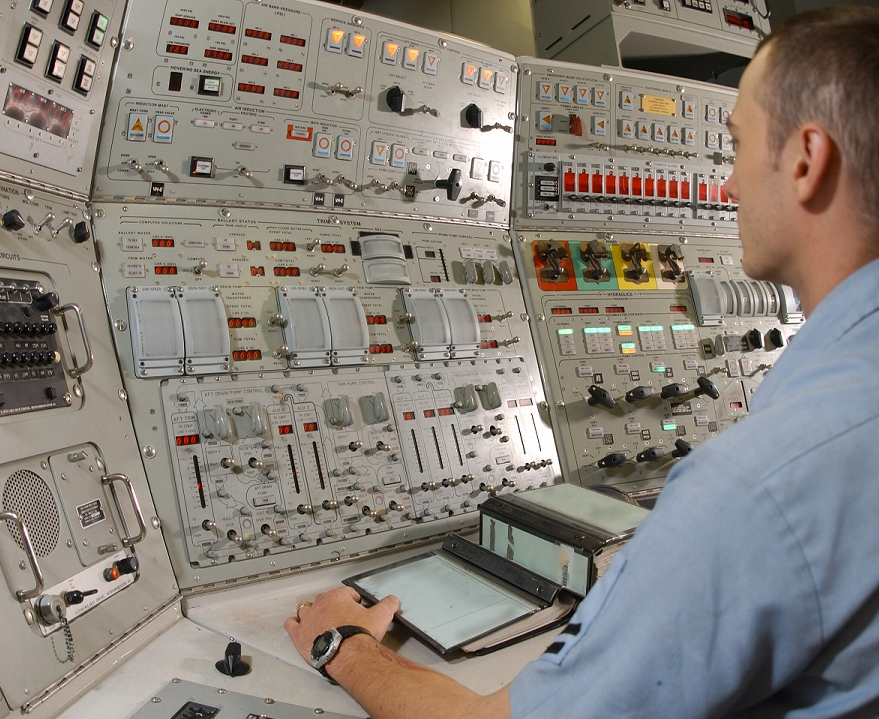
Simulateur au Trident Training Facility

### Submarine Group 10
Le Submarine Group 10 est chargé depuis le 1er janvier 1989 du commandement de la base navale de Kings Bay. Il est subordonné au Submarine Force U.S. Atlantic Fleet (en) (ComSubLant). Il exerce le commandement sur les différentes composantes et unités assignées, notamment le contrôle opérationnel et administratif des sous-marins de classe Ohio et du système de missiles nucléaires Trident sur la base.

### Submarine Squadron 16
Il fournit un soutien administratif sur la côte Est pour les sous-marins Ohio de type SSGN. L'escadron coordonne la planification et l'exécution de tous les travaux SSGN avec le Trident Refit Facility. Il se concentre sur la capacité multi-mission des SSGN tout en soutenant les SNLE pendant et après les périodes de révision.

### Submarine Squadron 20
Il est similaire au Submarine Squadron 16 sauf qu'il est responsable pour la Côte Est des sous-marins Ohio de type SNLE et de leurs missions de dissuasion stratégique.

### Naval Submarine Support Center
Ce centre fournit le soutien en termes de matériel, de personnel et de logistique aux escadrons de sous-marins.

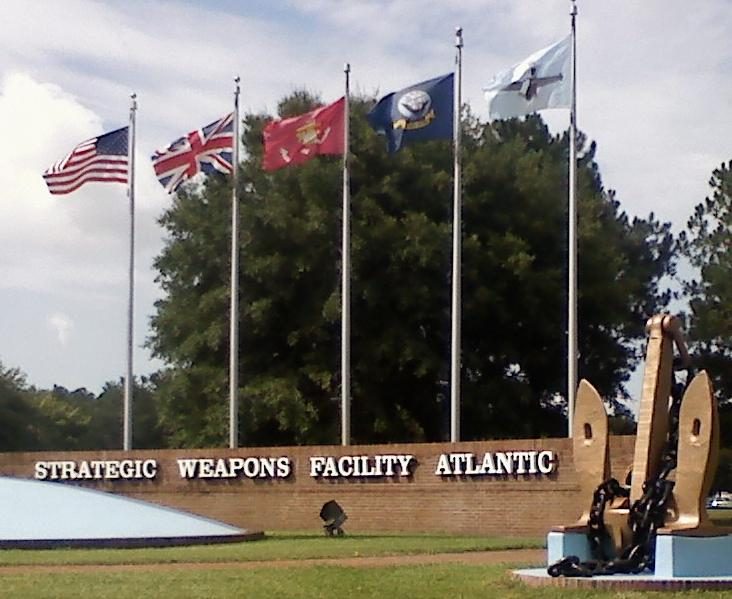
Strategic Weapons Facility Atlantic

### Strategic Weapons Facility Atlantic
Le Strategic Weapons Facility Atlantic (SWFLANT) fournit les missiles stratégiques et le soutien pour les systèmes d'armes stratégiques de la flotte de sous-marins. Il est responsable de l'assemblage des missiles Trident II (D5), des systèmes de guidage des missiles et des composants du sous-système du lanceur.

### Marine Corps Security Force Battalion
Commandé par un officier du corps des Marines des États-Unis, le Marine Corps Security Force Regiment fournit la sécurité du site, approuvée par le Chef des Opérations Navales, en coordination avec le Commandant des Marines.

### Trident Refit Facility
Le TRF est le plus grand commandement à Kings Bay. Le TRF offre un soutien au niveau industriel et logistique pour la refonte progressive, la modernisation et la réparation des sous-marins Trident. Il pourvoit aussi aux provisions et à la fourniture de pièces de rechange. Il stocke et fournit toutes les torpilles utilisées par les sous-marins pour leur auto-défense. Il est responsable des cales sèches de la base.

### Trident Training Facility
Ce centre de formation fourni aux marins les compétences nécessaires pour exploiter et entretenir les sous-marins Trident et leurs systèmes. Pour ce faire le TTF utilise des simulateurs extrêmement réalistes de sous-marins. La formation comprend : le contrôle des dommages, la lutte contre les incendies, le contrôle des navires, de la navigation et de la plupart des armes et des sous-systèmes d'ingénierie. Le centre de formation a également formé les marines étrangères. À la suite de l'accord Polaris, les sous-marins de classe Vanguard du Royaume-Uni partagent des sous-systèmes d'armes similaires aux Tridents américains et leurs marins visitent régulièrement la base navale de Kings Bay. En outre, la Marine colombienne est aussi formée au TTF en raison du manque de formation dans leur propre pays.

## Port d'attache

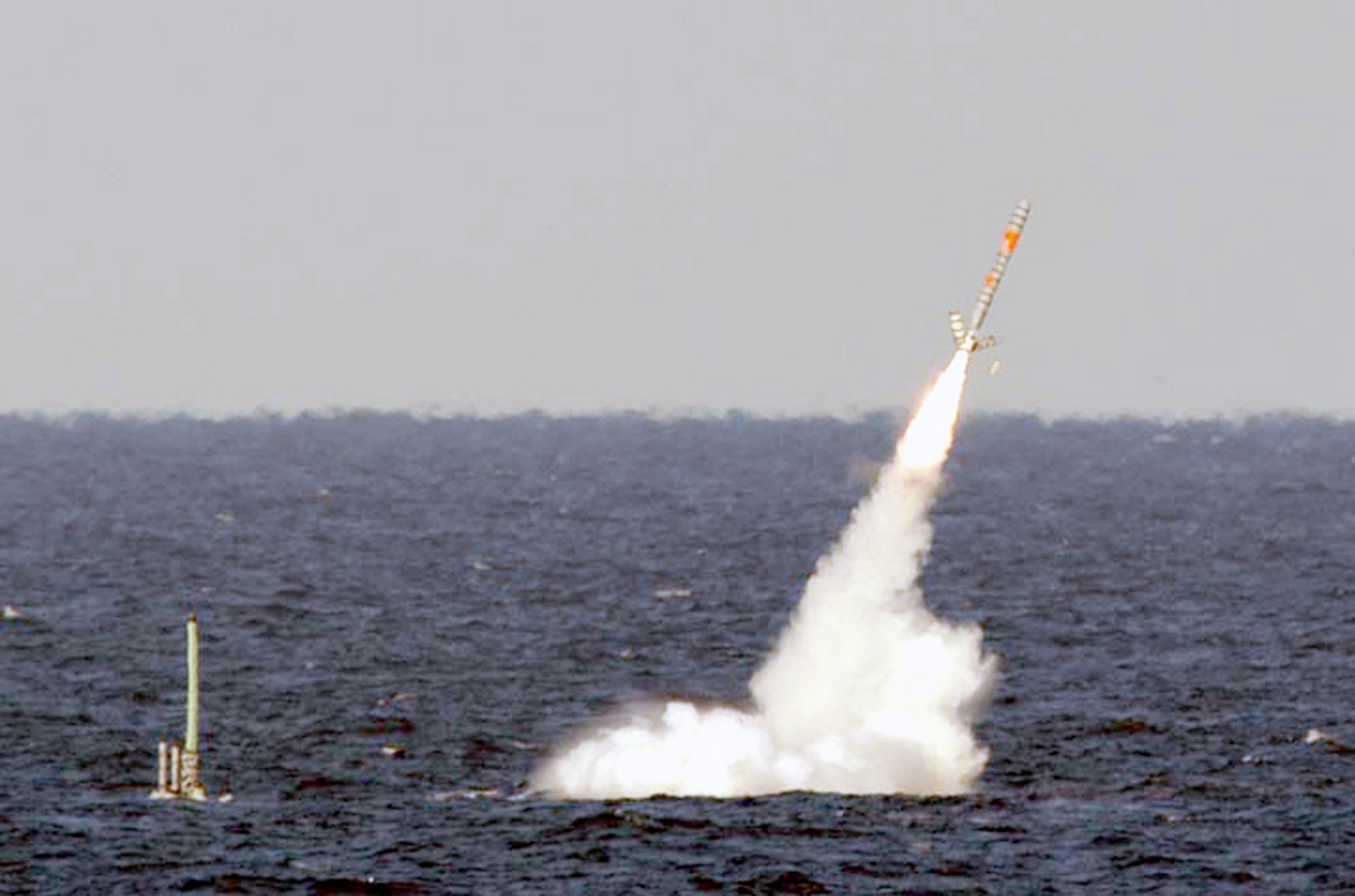
Tir d'un Tomahawk depuis le SSGN USS Florida.

La base navale de Kings Bay est le port d'attache, en 2013, de cinq SNLE américains de classe Ohio:
- USS Alaska (SSBN-732)
- USS Maryland (SSBN-738)
- USS Rhode Island (SSBN-740)
- USS Tennessee (SSBN-734)
- USS Wyoming (SSBN-742)

Ainsi que de deux sous marins de classe Ohio transformés en sous-marin nucléaire lanceur de missiles de croisière,:
- USS Florida (SSGN-728)
- USS Georgia (SSGN-729)